# Stefan Woyda

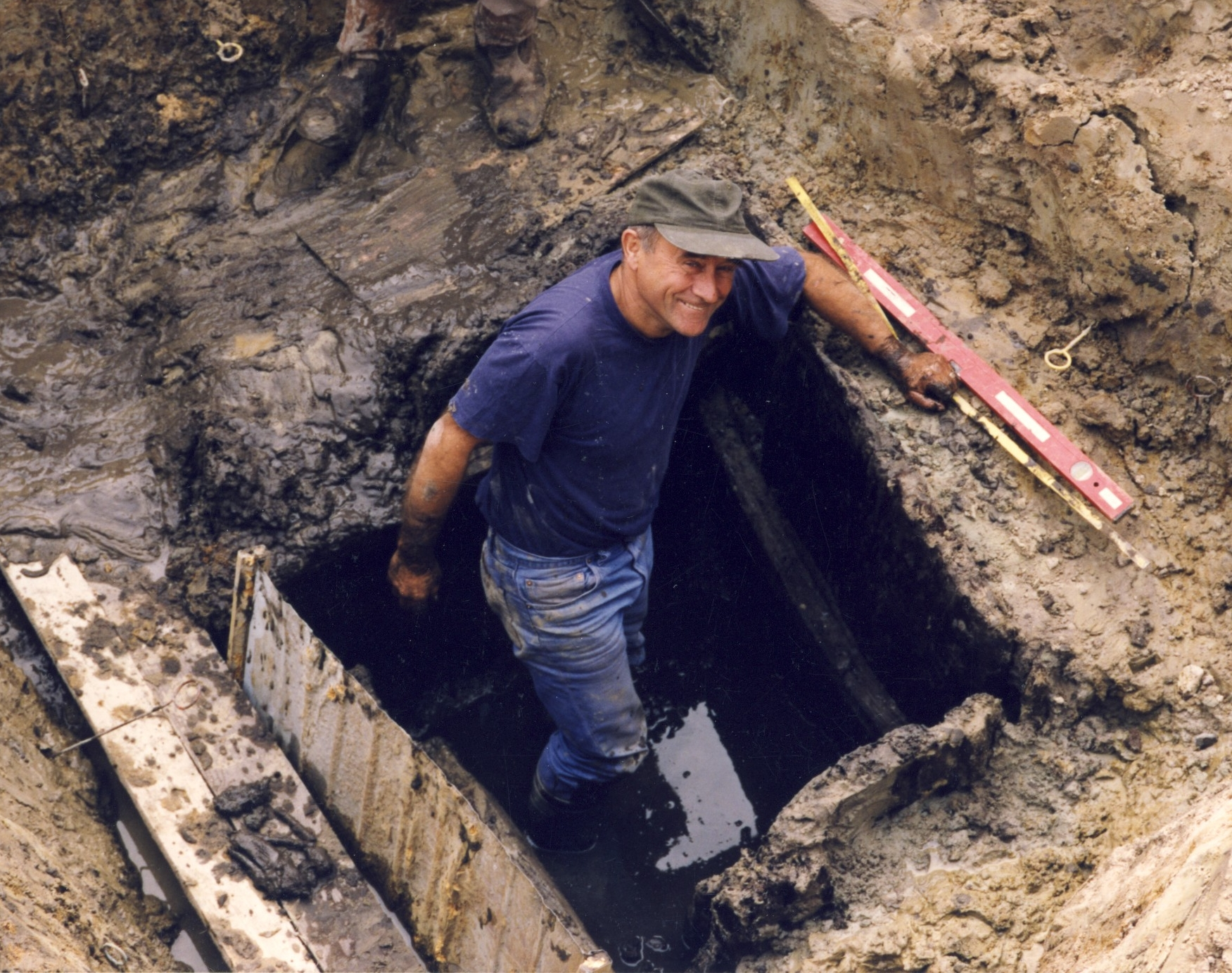
Stefan Woyda

Stefan Woyda (ur. 1938, zm. 13 lipca 2006) – archeolog, odkrywca Mazowieckiego Centrum Metalurgicznego, w latach 1964-1975 Konserwator Zabytków Archeologicznych na woj. warszawskie, inicjator i współtwórca programu Archeologiczne Zdjęcie Polski, założyciel oraz wieloletni dyrektor Muzeum Starożytnego Hutnictwa Mazowieckiego w Pruszkowie. 

## Działalność archeologiczna
W 1964 roku, bezpośrednio po ukończeniu studiów, Stefan Woyda objął urząd Konserwatora Zabytków Archeologicznych na woj. warszawskie. Przez kolejnych jedenaście lat piastowania stanowiska organizował liczne badania wykopaliskowe i terenowe. Wśród nich wyróżnić można szeroko prowadzone prace w Kleszewie, pow. Pułtusk oraz skompletowanie skarbu denarów rzymskich z Drzewicza. 
Doświadczenia zdobyte w trakcie intensywnych, systematycznych badań terenowych sprawiły, że archeolog zajął się opracowywaniem teoretycznych i praktycznych zaleceń, w celu ujednolicenia badań powierzchniowych na terenie całego kraju. Upowszechnienie tych przemyśleń stało się fundamentem dla stworzenia wieloletniego, unikatowego na skalę światową, programu o nazwie Archeologiczne Zdjęcie Polski. 
Podczas odkrywania i rejestracji nowych stanowisk archeologicznych na terenie Zachodniego Mazowsza, badacz natknął się na relikty zagłębia hutnictwa żelaza. W trakcie dalszych badań w latach 1968-1975 okazało się, że na Równinie Łowicko-Błońskiej w okresie kultury przeworskiej (II w. p.n.e. – III w. n.e.) istniał jeden z najważniejszych ośrodków metalurgicznych w Europie. 
Odkrycie Mazowieckiego Centrum Metalurgicznego oraz potrzeba gruntownego przebadania jego terenów, a w dalszej kolejności opracowywania i udostępniania zabytków, stała się dla Stefana Woydy impulsem do stworzenia Muzeum Starożytnego Hutnictwa Mazowieckiego. Już jako dyrektor placówki, archeolog organizował zakrojone na szeroką skalę, wielosezonowe i szczegółowe badania centrum hutniczego.
W 1982 roku Stefan Woyda został uhonorowany przez Polskie Towarzystwo Archeologiczne i Numizmatyczne nagrodą im. K. Dąbrowskiego za wybitne osiągnięcia w popularyzacji problematyki pradziejów i archeologii. 

## Działalność muzealna
W zamyśle Stefana Woydy, pruszkowskie muzeum miało gromadzić, opracowywać i udostępniać zbiory archeologiczne, ze szczególnym uwzględnieniem zabytków powiązanych z dawnymi wytopami żelaza. Placówkę powołano do życia 1 czerwca 1975 roku, jednak przez kolejne lata była ona remontowana. W tym czasie dyrektor zorganizował wiele wystaw w innych muzeach w kraju i za granicą, m.in. w PMA, muzeach w Krakowie, Poznaniu, Tarnowie, Berlinie, Monachium, Hamburgu i wielu innych. 
Po zakończonym remoncie siedziby, ulokowanej w oficynie dworskiej pałacu Potulickich, Stefan Woyda mógł zrealizować wizję wystawy stałej, prezentującej dotychczasowe odkrycia archeologiczne. Powstałej z jego inspiracji ekspozycji "Czas żelaza. Mazowieckie Centrum Metalurgiczne z epoki Imperium rzymskiego", przyznano nagrodę I stopnia Ministra Kultury i Sztuki, w kategorii "Najciekawsze wydarzenie muzealne 1992 Roku". Badacz był także pomysłodawcą wystawy czasowej "Źródło żywiołów. Mazowieckie Centrum Metalurgiczne z czasów Imperium rzymskiego, I w. p.n.e. - IV w. n.e.". Ekspozycja, stanowiąca wizytówkę pruszkowskiej archeologii, prezentowana jest w rozmaitych placówkach muzealnych do dziś.
Równolegle z działalnością archeologiczną z inicjatywy dyrektora, w muzeum zaczęły się odbywać koncerty, prelekcje, odczyty naukowe i szeroko rozumiane działania edukacyjne. 
Latem 2006 roku Muzeum Starożytnego Hutnictwa Mazowieckiego nadano imię Stefana Woydy. 

## Wybrane publikacje
- Bibliografia archeologiczna Mazowsza, t. I (1951-1968), 1970.
- O pracach nad zdjęciem archeologicznym Mazowsza i Podlasia, [w:] Wiadomości Archeologiczne, t. 39, z. 1, Warszawa 1974, s. 44-47.
- Archeologiczne zdjęcie terenu – ogólne założenia metody w oparciu o doświadczenia mazowieckie, Wrocław 1975.
- Teren Brwinowa na tle zachodniomazowieckiego skupiska osadniczego okresu późnolateńskiego i rzymskiego, [w:] Materiały z I Sympozjum Towarzystwa Przyjaciół Brwinowa, Warszawa 1975, s. 7-14.
- Mazowiecki ośrodek hutnictwa starożytnego (I w. p.n.e. - IV w. n.e.), [w:] Kwartalnik Historii Kultury Materialnej, R. XXV, Warszawa 1977, nr 4, s. 471-488.
- Starożytny ośrodek hutnictwa żelaza pod Warszawą, Z Otchłani Wieków, R. XLIV, z. 2, Warszawa 1978, s. 90-108.
- Komentarz do wyników analiz C14 Hutnictwa Mazowieckiego, Materiały Archeologiczne, t. 21, Kraków 1981, s. 95-96.
- Głos w dyskusji, [w:] Znaczenie wojen markomańskich dla państwa rzymskiego i północnego Barbaricum, Scripta Archaeologica, t. 2, 1982, s. 112-116.
- Pruszków i jego okolice. Dzieje najstarsze, [w:] Dzieje Pruszkowa, pr. zb. pod red. A. Żarnowskiej, Warszawa 1983, s. 11-23.
- Źródło żywiołów, Archeologia Żywa, nr 1 (20), s. 7-13.
- Równina Błońska u schyłku doby starożytnej. Centrum metalurgiczne, [w:] Problemy przeszłości Mazowsza i Podlasia, Archeologia Mazowsza i Podlasia. Studia i materiały, t. III, Warszawa 2005.
- I niespodziewane i oczekiwane. Odkrycie na Mazowszu pieca garncarskiego do wypalania ceramiki siwej, [w:] Archeologia Żywa, nr 4 (34), 2005/2006, s. 24-32.